# Ludeça
Ludesse és un municipi francès situat al departament del Puèi Domat i a la regió d'Alvèrnia-Roine-Alps. L'any 2007 tenia 435 habitants.

## Demografia

### Població
El 2007 la població de fet de Ludesse era de 435 persones. Hi havia 158 famílies de les quals 36 eren unipersonals (12 homes vivint sols i 24 dones vivint soles), 37 parelles sense fills, 73 parelles amb fills i 12 famílies monoparentals amb fills.
La població ha evolucionat segons el següent gràfic:
Habitants censats

### Habitatges
El 2007 hi havia 224 habitatges, 167 eren l'habitatge principal de la família, 34 eren segones residències i 23 estaven desocupats. 219 eren cases i 5 eren apartaments. Dels 167 habitatges principals, 131 estaven ocupats pels seus propietaris, 32 estaven llogats i ocupats pels llogaters i 5 estaven cedits a títol gratuït; 1 tenia una cambra, 7 en tenien dues, 31 en tenien tres, 54 en tenien quatre i 74 en tenien cinc o més. 115 habitatges disposaven pel capbaix d'una plaça de pàrquing. A 69 habitatges hi havia un automòbil i a 85 n'hi havia dos o més.

### Piràmide de població
La piràmide de població per edats i sexe el 2009 era:
| Homes | Edats   | Dones |
| ----- | ------- | ----- |
| 0     | 95 o +  | 0     |
| 0     | 90 a 94 | 0     |
| 4     | 85 a 89 | 0     |
| 0     | 80 a 84 | 4     |
| 4     | 75 a 79 | 16    |
| 0     | 70 a 74 | 0     |
| 12    | 65 a 69 | 8     |
| 4     | 60 a 64 | 12    |
| 8     | 55 a 59 | 4     |
| 8     | 50 a 54 | 12    |
| 8     | 45 a 49 | 12    |
| 4     | 40 a 44 | 8     |
| 28    | 35 a 39 | 12    |
| 12    | 30 a 34 | 28    |
| 8     | 25 a 29 | 4     |
| 12    | 20 a 24 | 12    |
| 4     | 15 a 19 | 12    |
| 16    | 10 a 14 | 12    |
| 24    | 5 a 9   | 16    |
| 4     | 0 a 4   | 8     |

## Economia
El 2007 la població en edat de treballar era de 273 persones, 218 eren actives i 55 eren inactives. De les 218 persones actives 204 estaven ocupades (113 homes i 91 dones) i 14 estaven aturades (4 homes i 10 dones). De les 55 persones inactives 15 estaven jubilades, 23 estaven estudiant i 17 estaven classificades com a «altres inactius».

### Ingressos
El 2009 a Ludesse hi havia 166 unitats fiscals que integraven 430 persones, la mediana anual d'ingressos fiscals per persona era de 16.225 €.

### Activitats econòmiques
Dels 11 establiments que hi havia el 2007, 1 era d'una empresa extractiva, 7 d'empreses de construcció, 1 d'una empresa de comerç i reparació d'automòbils, 1 d'una empresa de transport i 1 d'una empresa d'hostatgeria i restauració.
Dels 8 establiments de servei als particulars que hi havia el 2009, 1 era un guixaire pintor, 2 fusteries, 2 lampisteries, 2 electricistes i 1 restaurant.
L'únic establiment comercial que hi havia el 2009 era una botiga d'equipament de la llar.
L'any 2000 a Ludesse hi havia 20 explotacions agrícoles que ocupaven un total de 1.070 hectàrees.

## Equipaments sanitaris i escolars
El 2009 hi havia 2 escoles elementals.

## Poblacions més properes
El següent diagrama mostra les poblacions més properes.